# Megarhyssa perlata
Megarhyssa perlata är en stekelart som först beskrevs av Christ 1791.  Megarhyssa perlata ingår i släktet Megarhyssa och familjen brokparasitsteklar. Arten är reproducerande i Sverige. Inga underarter finns listade i Catalogue of Life.